# Hiclenie
Hiclenie (sau hicleșug) este un vechi termen juridic românesc, folosit pentru ceea ce azi numim trădare sau chiar înaltă trădare.

## Temeiuri juridice
Înalta trădare, sau „hiclenia”, era cea mai gravă infracțiune în sistemul dreptului feudal. În Țările Române, ca și în alte state, ea consta în încălcarea datoriei de credință față de domn și implicit față de statul pe care acesta îl întruchipa. Ea se manifesta prin rebeliune, uneltire împotriva țării ori refuzul acordării ajutorului militar. Era pedepsită cu moartea prin spânzurare, dacă autorul ei era un om simplu, sau prin decapitare, dacă era un nobil feudal, precum și cu confiscarea averii. Aplicarea pedepsei era atributul exclusiv al domnului, care putea îmbrăca forma cea mai severă, constând în spânzurarea sau tragerea în țeapă a boierilor, pedeapsă care, prin abuz, putea fi extinsă și asupra rudelor acestora.
Termenul de hiclenie era definit ca un act de trădare imputat unor boieri pentru încălcarea obligației de credință și loialitate față de domn în caz de răzvrătire, răscoală organizată pentru înlocuirea domnului, însușirea de bani din visteria țării, fuga din țară fără încuviințarea domnului.
Intrigile, comploturile, alianțele contra Domnului, ca și trădarea fățișă la vreme de război cădeau toate sub incidența hicleniei. Hiclenia se pedepsea în general cu moartea, mai rar cu surghiunul, și întotdeauna cu exproprierea, în ciuda faptului că nici pravilele și nici obiceiul pământului nu prevedeau că pentru vina cuiva ar răspunde penal membrii familiei vinovatului. Acuzația de hiclenie marca ca o pecete pe toți membrii masculini ai familiei pentru mai multe generații, mai ales atunci când ea se referea la un furt din veniturile domnești.
În Țările Române, și proprietarul de pământ, care refuza să-și facă datoria de ostaș, era acuzat de hiclenie (tădare).

## Măsurile luate de domni împotrivahiclenilor
În vremea lui Ștefan cel Mare, hiclenia era întotdeauna și peste tot pedepsită cu moartea. Uciderea unor căpetenii în cazuri de neascultare avea, de obicei, un impact psihologic mare și ducea la destrămarea grupului de presiune constituit. Finalitatea era stabilirea unui echilibru al relațiilor de putere. Când hicleanul reușea să fugă peste graniță, pedeapsa domnească se concretiza în confiscarea unor stăpâniri.
Izvoarele istorice indică, pentru perioada 1436-1600, un număr de 112 stăpâniri funciare (55 de sate și 57 de părți de sate) confiscate de domnii Țării Românești pentru hiclenie.
Vlad Călugărul este domnul din veacul al XV-lea în timpul căruia s-au consemnat documentar cele mai multe confiscări de sate și moșii pentru hiclenie.
Un exemplu din cronica lui Grigore Ureche: în 1523 "în luna lui aprilie, în cetatea Hârlăului, Ștefan Vodă (Ștefăniță Vodă) au tăiat pre Arburie hatmanul, pe carile zic să-l fi aflat cu hiclenie".
La începutul celei de a doua domnii a lui Petru Rareș, în 1541, Mateiaș apare ca mare logofăt în locul lui Trotușan, care a fost ucis împreună cu alți trei boieri - Mihul, Crasnaș și Cosma - de către Petru Rareș, pentru „hiclenie împotriva domnului.”
În anul 1596, un anume Mitrea Fălcoianu a fost decapitat la porunca lui Mihai Viteazul sub acuzația de hiclenie.
În timpul lui Radu Mihnea, Barcan din Merișani, mare stolnic al lui Radu Șerban, a încercat să organizeze un complot împotriva domniei. Pentru participarea la acest complot, în 1616 Radu Mihnea l-a acuzat de hiclenie pe Leca spătar și "l-a tăiat ... și i-a luat tot ce a avut, precum și soției lui, ca să nu le rămână nimic".
Odată cu urcarea pe tronul Țării Românești a lui Matei Basarab, în anul 1632, Ianache Caragea a fost considerat „hiclean” față de Matei-Vodă, ca unul care fusese credincios lui Leon Tomșa, astfel că întreg domeniul său funciar din Muntenia a fost confiscat de domnie, după legile pământului.

## Relația domnilor cu Înalta Poartă
Pentru a nu permite posibilitatea de „hiclenie” (trădare) din partea domnitorilor, aceștia erau nevoiți să-și lase un fiu în calitate de ostatic la Poarta Otomană de la Istanbul și, în plus nu aveau voie să părăsească hotarele țării. Această interdicție se referea și la ceilalți locuitori ai Țărilor Românești (în primul rând – boierilor, căci anume ei erau dispuși și aveau posibilitate să uneltească împotriva stăpânirii otomane).

## Hiclenia și avantajele bisericii
Biserica a tras foloase și de pe urma “hicleniei” boierilor, fiindcă în urma confiscării avuției, unii dintre robii acestora, preluați de domni, erau dăruiți episcopiilor sau mănăstirilor. Motivarea de bază a daniilor domnești și a celor boierești de robi țigani mănăstirilor era ca, egumenul și călugării să le facă pomeniri anuale și să se roage pentru ei, pentru înaintașii și urmașii lor.